# Sun Šeng-nan
Šeng-nan Sunová (čínsky:孙胜男; narozená 21. ledna 1987, Peking) je čínská profesionální tenistka. Ve své dosavadní kariéře na okruhu WTA Tour vyhrála jeden turnaj ve čtyřhře. V rámci okruhu ITF získala k září 2011 šest titulů ve dvouhře a dvacet jedna ve čtyřhře.
Na žebříčku WTA byla nejvýše ve dvouhře klasifikována v dubnu 2011 na 216. místě a ve čtyřhře pak v září 2007 na 50. místě. K roku 2011 ji trénoval Jü-sin Ťia.

## Finálové účasti na turnajích WTA Tour

### Čtyřhra: 3 (1–2)
| Legenda (do/od roku 2009)                  |
| ------------------------------------------ |
| Grand Slam (0)                             |
| WTA Tour Championships (0)                 |
| Tier I / Premier Mandatory & Premier 5 (0) |
| Tier II / Premier (0)                      |
| Tier III, IV & V / International (1–2)     |

| Stav       | Č. | Datum           | Turnaj       | Povrch | Spoluhráčka     | Finalistky                         | Výsledek         |
| ---------- | -- | --------------- | ------------ | ------ | --------------- | ---------------------------------- | ---------------- |
| Finalistka | 1. | 13. května 2007 | Praha        | äntuka | Čchun-mej Ťiová | Petra Cetkovská Andrea Hlaváčková  | 6–7(7), 2–6      |
| Vítězka    | 1. | 16. září 2007   | Bali         | tvrdý  | Čchun-mej Ťiová | Jill Craybasová Natalie Grandinová | 6–3, 6–2         |
| Finalistka | 2. | 13. února 2011  | Pattaya City | tvrdý  | Ťie Čengová     | Sara Erraniová Roberta Vinciová    | 6–3, 3–6, [5–10] |

## Finálové účasti na turnajích okruhu ITF
| $100,000 tournaments |
| $75 000 tournaments  |
| $50 000 tournaments  |
| $25 000 tournaments  |
| $10 000 tournaments  |

### Dvouhra: 7 (6–1)
| Stav       | Č. | Datum           | Turnaj    | Povrch | Finalistka        | Výsledek    |
| ---------- | -- | --------------- | --------- | ------ | ----------------- | ----------- |
| Vítězka    | 1. | 10. dubna 2005  | Wu-han    | tvrdý  | Čchen Liangová    | 6–3 4–6 6–3 |
| Vítězka    | 2. | 14. května 2005 | Ahmadábád | tvrdý  | Ankita Bhambriová | 6–2 6–2     |
| Finalistka | 1. | 14. srpna 2005  | Wu-si     | tvrdý  | Miho Saekiová     | 2–6 6–7(1)  |
| Vítězka    | 3. | 3. září 2006    | Guanzhou  | tvrdý  | Jurika Semaová    | 6–2 6–4     |
| Vítězka    | 4. | 28. června 2009 | Qianshan  | tvrdý  | Sin-jün Chanová   | 6–1 6–4     |
| Vítězka    | 5. | 17. srpna 2009  | Pingguo   | tvrdý  | I-miao Čouová     | 6–4 6–4     |
| Vítězka    | 6. | 30. srpna 2009  | Qianshan  | tvrdý  | Čchen Liangová    | 6–3 6–3     |

### Čtyřhra: 31 (21–10)
Pozn.: výsledky jsou neúplné
| Stav       | Č.  | Datum              | Turnaj        | Povrch    | Spoluhráčka        | Finalistky                                  | Výsledek           |
| ---------- | --- | ------------------ | ------------- | --------- | ------------------ | ------------------------------------------- | ------------------ |
| Finalistka | 1.  | 27. února 2005     | Melilla       | tvrdý     | Šu-ťing Jangová    | Sara Erraniová MJ Martínezová Sánchezová    | 7–6(2) 0–6 5–7     |
| Finalistka | 2.  | 29. května 2005    | Šanghaj       | tvrdý     | Wan-tching Liouová | Chia-Jung Chuang Remi Tezukaová             | 6–4 4–6 1–6        |
| Vítězka    | 1.  | 26. února 2006     | Melilla       | tvrdý     | Wan-tching Liouová | S Barriová-Aragonová Mendezová-Dominguezová | 6–4 6–0            |
| Vítězka    | 2.  | 4. června 2006     | Tchien-ťin    | tvrdý     | Čchun-mej Ťiová    | Chan Chin-wei Yi Chen                       | 3–6 7–6(7) 6–1     |
| Finalistka | 3.  | 25. července 2006  | Čchung-čching | tvrdý     | Čchun-mej Ťiová    | Jing Ren Čang Šuaj                          | 4–6 3–6            |
| Finalistka | 4.  | 27. srpna 2006     | Nanjing       | tvrdý     | Čchun-mej Ťiová    | Čuang Ťia-žung Yan-ze Xie                   | 1–6 6–7(11)        |
| Vítězka    | 3.  | 29. října 2006     | Peking        | tvrdý (h) | Čchun-mej Ťiová    | Marina Erakovićová Raquel Kopsová-Jonesová  | 6–2 6–2            |
| Vítězka    | 4.  | 5. listopadu 2006  | Šanghaj       | tvrdý     | Čchun-mej Ťiová    | Akgul Amanmuradovová Iryna Tuljaganovová    | 6–4 7–5            |
| Vítězka    | 5.  | 14. října 2007     | Peking        | tvrdý     | Čchun-mej Ťiová    | Chen Liang Yi-Jing Zhao                     | 6–2 6–3            |
| Vítězka    | 6.  | 11. listopadu 2007 | Taizou        | tvrdý     | Čchun-mej Ťiová    | Lei Huang Šuaj Čangová                      | 7–6(5) 1–6 [13–11] |
| Finalistka | 5.  | 2. prosince 2007   | Sia-men       | tvrdý     | Čchun-mej Ťiová    | Xinyun Han Yi-Fan Xu                        | 4–6 5–7            |
| Vítězka    | 7.  | 14. března 2008    | Nové Dillí    | tvrdý     | Čchun-mej Ťiová    | Sunitha Raová Aurelie Vedy                  | 2–6 6–2 [10–4]     |
| Finalistka | 6.  | 21. listopadu 2008 | Kalkata       | tvrdý     | Lu Ťing-ťing       | Laura Siegemundová Agnes Szatmariová        | 5–7 3–6            |
| Vítězka    | 8.  | 13. února 2009     | Mildura       | tráva     | Lu Ťing-ťing       | Xinyun Han Ji Chunmei                       | 7–6(2) 7–6(4)      |
| Finalistka | 7.  | 21. února 2009     | Kanton        | tvrdý     | Sin-jün Chanová    | Ji Chun-Mei Chen Liang                      | 7–6(7) 2–6 [3–10]  |
| Vítězka    | 9.  | 8. března 2009     | Lyon          | tvrdý (h) | Lu Ťing-ťing       | Pemra Ozgenová Shuai Zhang                  | 6–4 7–5            |
| Vítězka    | 10. | 14. března 2009    | Las Palmas    | tvrdý     | Lu Ťing-ťing       | Yana Buchina Taja Mohorcicová               | 6–3 7–6(1)         |
| Vítězka    | 11. | 21. března 2009    | Tenerife      | tvrdý     | Šuaj Čangová       | Paula Fondevilaová-Castrová Laura Thorpe    | 6–1 6–2            |
| Vítězka    | 12. | 27. března 2009    | La Palma      | tvrdý     | Lu Ťing-ťing       | Eleni Daniilidou Jasmin Wöhrová             | 6–2 5–7 [10–5]     |
| Vítězka    | 13. | 17. května 2009    | Kurume        | koberec   | Lu Ťing-ťing       | Čang Kchaj-čen Ayaka Maekawa                | 6–3 6–2            |
| Vítězka    | 14. | 24. května 2009    | Inčchon       | tvrdý     | Lu Ťing-ťing       | Xinyun Han Ji Chunmei                       | 6–3 6–3            |
| Finalistka | 8.  | 31. května 2009    | Goyang        | tvrdý     | Lu Ťing-ťing       | Yayuk Basukiová Romana Tedjakusumaová       | 7–6(5) 3–6 [8–10]  |
| Finalistka | 9.  | 7. června 2009     | Gimhae        | tvrdý     | Chen Liang         | Yayuk Basukiová Romana Tedjakusumaová       | 5–7 1–6            |
| Vítězka    | 15. | 27. června 2009    | Qianshan      | tvrdý     | I-miao Čouová      | Xinyun Han Ying Qian                        | 6–2 6–4            |
| Vítězka    | 16. | 3. července 2009   | Sia-men       | tvrdý     | Lu Ťing-ťing       | Xinyun Han Shao-Yuan Kao                    | 6–2 6–4            |
| Finalistka | 10. | 21. srpna 2009     | Pingguo       | tvrdý     | Lu Ťing-ťing       | Chin-Wei Chan I-Hsian Hwang                 | 6–3 5–7 [7–10]     |
| Vítězka    | 17. | 28. srpna 2009     | Qianshan      | tvrdý     | Čchen Liangová     | Alison Baiová Sacha Jonesová                | 6–2 6–4            |